# النهر الصغير (النهر الأسود)
النهر الصغير (بالفرنسية: La Petite Rivière)‏(بالإنجليزية: Little River)‏ أحد روافد النهر الأسود (نهر داكوام)، ويجري بأكمله في بلدية سان كامي دو ليليس في بلدية المقاطعات الإقليمية ليز إيتشمين الواقعة في المنطقة الإدارية شوديير أبالاش جنوب مقاطعة كيبيك في كندا.
يجري النهر الصغير بشكل خاص في المناطق الغابية والزراعية على شكل وادي صغير، حيث يجري بالتوازي بين منطقتي شارع 204 (في الجنوب الشرقي)و رانغ سان جوزيف (في الشمال الغربي).

## الموقع الجغرافي
ينبع النهر الصغير على شكل منطقة هور صغيرة من: 
- 0.8 كم غرب شارع 204
- 3,4 كم في الجنوب الغربي لسان كامي دو ليليس.

يجري رافد النهر الصغير (من مصدره) ليقطع 8.4 كم وفقاً للأجزاء التالية : 
- 3,8 كم باتجاه الشمال الشرقي فيسان كامي دو ليليس وحتى شارع فورنييه
- 2,8 كم باتجاه الشمال الشرقي وحتى شارع 281 والذي يقع في منتصف الطريق بين شارع 204 و رانغ سان جوزيف
- 1.8 كم باتجاه الشمال الشرقي وحتى نقطة التقاء الرافد.[1]

يصب رافد النهر الصغير في الضفة الغربية للنهر الأسود (نهر داكوام). وتقع نقطة الالتقاء في :
- 3,2 كم شمال مركز سان كامي دو ليليس.
- 3,0 كم غرب نقطة التقاء النهر الأسود (نهر داكوام).

من نقطة التقاء النهر الصغير، يجري النهر الأسود (نهر داكوام) باتجاه الشرق حتى الضفة الشمالية لنهر داكوام. يجري جدول نهر داكوام بالاتجاه الشمال الشرقي، وحتى رافد سان جون في الشمال الغربي (والذي يجري بالاتجاه الشرقي حتى نهر سان جون)

## تسميته
أقر مجلس الأسماء الجغرافية بكيبيك اسم النهر الصغير في الحادي والعشرين من أغسطس 1986 .

## قائمة الجسور
| لجسراg      | البلدية           | سنة البناء | الشارع       | الطول | نوع الجسر                               |
| ----------- | ----------------- | ---------- | ------------ | ----- | --------------------------------------- |
| الجسر 00943 | سان كامي دو ليليس | 1968       | شارع فورنييه | 15,0m | جسر من البلاط المملوء بالخرسانة المسلحة |
| الجسر 09230 | سان كامي دو ليليس |            | شارع 281     |       | قنطرة من الخرسانة المسلحة               |